# Fotogrammi d'argento 1993
La 43ª edizione dei Fotogrammi d'argento, assegnati dalla rivista spagnola di cinema Fotogramas, si è svolta l'8 marzo 1993.

## Premi e candidature

### Miglior film spagnolo
- Belle Époque, regia di Fernando Trueba[1]

### Miglior film straniero
- Gli spietati (Unforgiven), regia di Clint Eastwood  ·   Stati Uniti

### Miglior attrice cinematografica
- Ariadna Gil - Belle Époque e Amo tu cama rica[1]
- Penélope Cruz - Prosciutto prosciutto (Jamón jamón) e Belle Époque
- Carmen Maura - Sulla Terra come in cielo (Sur la terre comme au ciel) e La reina anónima
- Maribel Verdú - Belle Époque

### Miglior attore cinematografico
- Jorge Sanz - Belle Époque e Orquesta Club Virginia[1]
- Antonio Banderas - Una mujer bajo la lluvia e I re del mambo (The Mambo Kings)
- Javier Bardem - Prosciutto prosciutto (Jamón jamón)
- Juanjo Puigcorbé - Una mujer bajo la lluvia

### Miglior attrice televisiva
- Concha Cuetos - Farmacia de guardia
- Llol Bertrán - El joc del segle
- Ariadna Gil - Belters i films
- Maria Luisa Ponte - Farmacia de guardia

### Miglior attore televisivo
- Fernando Rey - El Quijote de Miguel de Cervantes
- Imanol Arias - Brigada Central 2: la guerra blanca
- Alfredo Landa - El Quijote de Miguel de Cervantes
- Carlos Larrañaga - Farmacia de guardia

### Miglior interprete teatrale
- Concha Velasco - La truhana